# Renato Florentino Pineda
Renato Florentino Pineda (San Pedro Sula, 30 de agosto de 1964) es un médico y político hondureño que se desempeña como el tercer designado presidencial de Honduras desde el 27 de enero de 2022. Florentino pertenece al partido Libertad y Refundación.
En las elecciones generales de 2021, Florentino fue elegido como candidato a primer designado presidencial de Xiomara Castro del partido Libertad y Refundación, sin embargo, a raíz del pacto electoral entre Castro y Salvador Nasralla del Partido Salvador de Honduras; Florentino pasó a ser el candidato a tercer designado presidencial.
Ahora es el segundo designado presidencial de Honduras porque Salvador Nasralla renunció y ocupó del tercer a segundo designado presidencial dejando a segunda a primera designada presidencial a Doris Gutiérrez